# Góra Kadzielnia
Góra Kadzielnia – wzgórze o wysokości 417 m n.p.m. Znajduje się na Wyżynie Olkuskiej w miejscowości Witeradów w województwie małopolskim.